# Seleção Fijiana de Rugby League

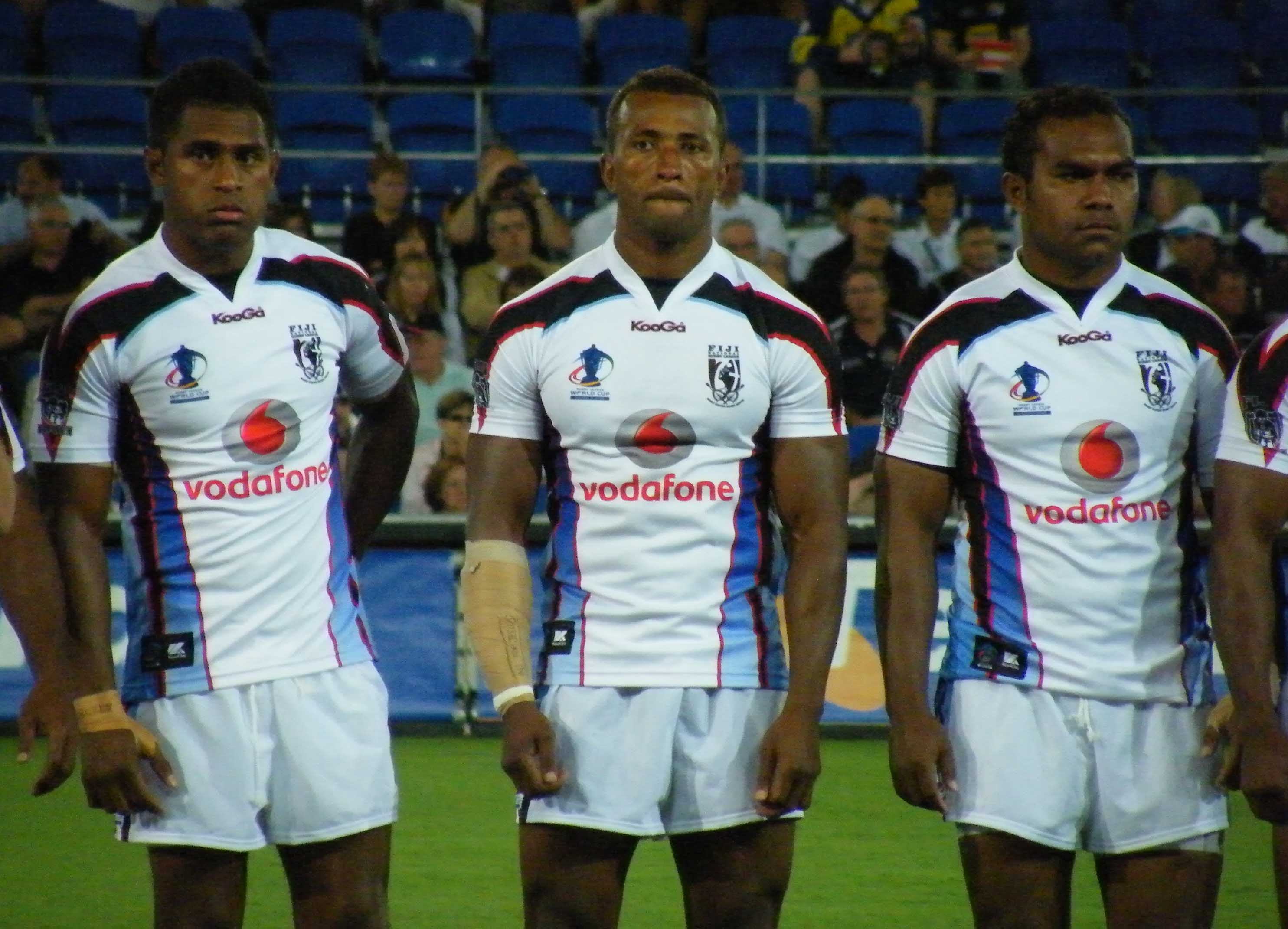
Bati na Copa do Mundo de Rugby League de 2008, onde foram semifinalistas.

A Seleção Fijiana de Rugby League é a equipe que representa Fiji no rugby league mundial. Seus jogadores são apelidados como Bati.
Em Fiji, o rugby league é um código de rugby menos popular que o rugby union, como na maior parte do mundo: apenas na Austrália, na Papua-Nova Guiné e no norte da Inglaterra ele é o código preferido em relação ao union. A estreia da seleção na Copa do Mundo de Rugby League veio na edição de 1995, que celebrou o centenário deste esporte.
Atualmente, sua equipe contém nomes estrelados da National Rugby League, o campeonato australiano da modalidade e o mais forte do mundo nela. Semifinalista nas Copas do Mundo de Rugby League de 2008 e 2013, Fiji está ao lado das tradicionais Austrália, Grã-Bretanha, Nova Zelândia (as campeãs), França, Inglaterra (vices), Papua-Nova Guiné (único país onde o rugby league é esporte nacional) e País de Gales como as seleções que já terminaram a Copa do Mundo nas quatro primeiras posições.
Em julho de 2014, foi anunciado que o país teria uma equipe na segunda divisão do campeonato australiano, com o objetivo de aumentar a popularidade do rugby league em Fiji e criar bases para uma futura inclusão na própria National Rugby League. Nem mesmo o rugby union, código mais popular entre os fijianos, teve uma conquista desse porte ainda.